# ۷۰۲ (قمری)
۷۰۲ (قمری)، هفتصد و دومین سال در گاهشماری هجری قمری است. اول محرم این سال برابر با سوم سپتامبر سال ۱۳۰۲ میلادی است.

## وابسته
- تاریخ وصاف